# Стаята на Марвин
„Стаята на Марвин“ е американска драма от 1996 г. на режисьора Джери Закс. Сценарият е написан от Джон Гуаре и базиран на едноименната пиеса от Скот Макферсън, който умира през 1992 година. Макферсън е завършил сценарий за филмова версия преди да умре, но впоследствие, когато филмът влиза в продукция години по-късно, Гуаре е бил нает да го актуализира.
Във филма участват Мерил Стрийп, Леонардо ди Каприо, Даян Кийтън, Робърт Де Ниро, Хюм Кронин, Гуен Вердон, Хал Скардино и Дан Хедая. Оригиналната музика за филма е композирана от Рейчъл Портман. Карли Саймън пише и изпълнява заглавната песен „Две малки сестри“ (на английски: Two Little Sisters), с беквокал Мерил Стрийп.

## Сюжет
Марвин (Хюм Кронин) получава инсулт преди 20 години, оставайки недееспособен и прикован към леглото. За него се грижи дъщеря му Беси (Даян Кийтън) в дома си във Флорида. Той обаче остава напълно игнориран от другата си дъщеря Лий (Мерил Стрийп), която преди 20 години се премества в Охайо заедно със съпруга си и никога не е търсила контакт със семейството си. Сега обаче, лекарят на Беси я уведомява, че има левкемия и се нуждае от трансплантация на костен мозък и тя се обръща към сестра си за помощ. На свой ред Лий се обръща към сина си Ханк (Леонардо ди Каприо), който е в психиатрична институция, защото е подпалил къщата на майка си. Първоначално, когато Лий разбира, че може да се наложи да поеме грижите за баща си, започва да търси домове за стари хора. В крайна сметка обаче отчужденото семейство започва да се сближава. С прогресивното влошаване на състоянието на Беси, Лий се съгласява, че сега е неин ред да се погрижи за семейството си. Филмът завършва с Лий, която влиза в стаята на баща си с обяда му и се запознава с неговите лекарствата, поглеждайки към отражението на Беси в огледалото, което кара Марвин да се усмихне.

## В ролите
- Мерил Стрийп в ролята на Лий Уейкфийлд Лакър
- Леонардо ди Каприо в ролята на Ханк Лакър, син на Лий
- Даян Кийтън в ролята на Беси Уейкфийлд
- Робърт Де Ниро в ролята на Д-р Уолъс „Уоли“ Картър
- Хюм Кронин в ролята на Марвин Уейкфийлд, баща на Лий и Беси
- Гуен Вердон в ролята на Рут Уейкфийлд, сестра на Марвин и леля на Лий и Беси
- Хал Скардино в ролята на Чарли Лакър, син на Лий
- Дан Хедая в ролята на Д-р Робърт „Боб“ Картър, брат на Уоли
- Марго Мартиндейл в ролята на Д-р Шарлът Самит
- Синтия Никсън в ролята на Управителя на Дома за възрастни хора
- Кели Рипа в ролята на Корал, героиня от сапунена опера
- Бити Шрам в ролята на Джанин, рецепсионист
- Хелен Стенборг в ролята на Монахинята в манастира, където ще живее Лий
- Олга Мередиз собственичката на салона за красота, където Лий работи като фризьор

## Отзиви
Филмът получава положителни отзиви от критиците. Притежава 84% рейтинг на одобрение от Rotten Tomatoes, въз основа на 50 мнения, със средна оценка от 6,7/10. Metacritic дава на филма 68 от общо 100, въз основа на 20 критични ревюта, като посочва „най-общо благоприятни отзиви“.

## Награди и номинации
Номинации
- Оскар за най-добра актриса: Даян Кийтън
- 1997: Златен глобус : най-добра актриса, драма: Мерил Стрийп
- 1997: Гилдията на филмовите актьори : Най-добър актьор
- 1997: Гилдията на филмовите актьори : Даян Кийтън
- 1997: Гилдията на филмовите актьори : Гуен Вердон

Награди
- 1997: 20-и Московски международен филмов фестивал: Златен Св. Георги [7]

## Допълнителна информация
- Marvin's Room Screen Adaptation: A Scriptwriting Handbook, by Kenneth Portnoy. Published by Focal Press, 1998. ISBN 0-240-80349-3
- McPherson, Scott. Marvin's Room. First.   New York, Plume drama, 1992. ISBN 0-452-26922-9.
- Grace in Suffering: Marvin's Room Praying the Movies: Daily Meditations from Classic Films, by Edward McNulty, McNulty. Geneva Press, 2001. ISBN 0-664-50155-9